# 1987年布基纳法索政变
1987年布基纳法索政变是1987年10月15日布基纳法索发生的一场军事政变。这场政变由布莱斯·孔波雷上尉组织，推翻了时任总统托马斯·桑卡拉上尉，他曾经的朋友和1983年上沃尔特政变期间的同事。
孔波雷从未承认发生了政变，并声称自己是桑卡拉的忠实拥护者 。

## 过程
在布基纳法索首都瓦加杜古的总统府内举行的一次会议上，桑卡拉和其他12名官员被一支闯入的武装突击队枪杀。孔波雷立即就任总统。他将与邻国关系恶化作为政变的原因之一，并表示桑卡拉危害了与前宗主国法国和邻国科特迪瓦的外交关系。

## 后续
尽管众所周知桑卡拉已死，但政变之后，一些保卫革命委员会的成员（受古巴的保卫革命委员会的启发，由桑卡拉组建）对军队进行了数天的武装抵抗。
孔波雷将桑卡拉之死描述为“意外”，但从未对此事进行过调查。桑卡拉的尸体被肢解，并埋葬在一个没有标记的坟墓中 ，而他的遗孀玛丽亚·桑卡拉和两个孩子逃离了布基纳法索。据代表她的一位律师报告，2015年的尸检显示，桑卡拉的尸体“布满”了“十几枚”子弹。
孔波雷推行了与桑卡拉不同的政策，扭转了国有化进程，推翻了桑卡拉几乎所有的左翼和第三世界主义政策，并重新加入国际货币基金组织和世界银行，以引入“急需”的资金来恢复“支离破碎”的经济。
孔波雷最初在人民阵线中与让-巴蒂斯特·布卡里·林加尼少校和亨利·宗戈上尉共同执政，但1989年9月，其余两人被捕并被控密谋推翻政府，被当场审判并处决。孔波雷继续统治该国，直到他在2014年布基纳法索起义中下台。2022年4月6日，布基纳法索的一家军事法院缺席判处孔波雷无期徒刑，罪名即是在1987年政变中杀害桑卡拉。

### 利比里亚的参与
因刺杀塞缪尔·多伊总统而闻名的利比里亚前军阀普林斯·约翰逊告诉利比里亚真相与和解委员会，政变是由曾与他结盟的查尔斯·泰勒组织的。